# Nueve de Julio (partido)
Pour les articles homonymes, voir Nueve de Julio (homonymie).
Nueve de Julio est un partido (arrondissement) de la province de Buenos Aires fondée en 1865 dont la capitale est Nueve de Julio.